# The Maypole of Merry Mount

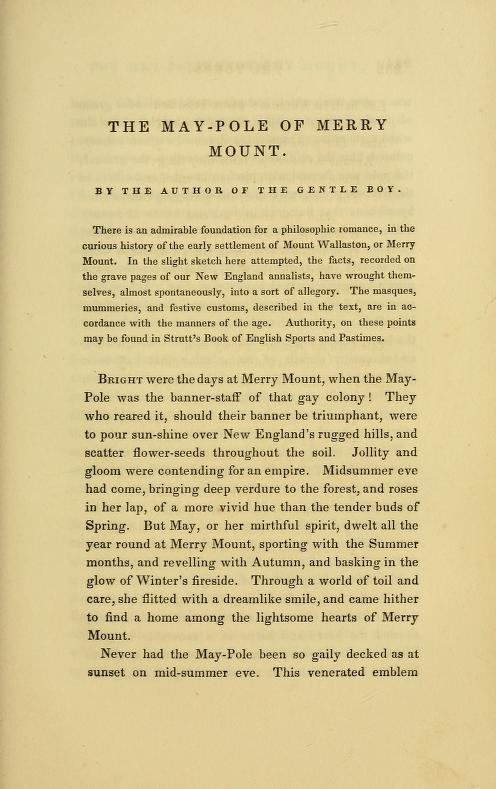
« Le mât de mai de Merry Mount », tel qu'il a été publié pour la première fois en 1836

The Maypole of Merry Mount (Le Mât de mai de Merry Mount) est une nouvelle de Nathaniel Hawthorne. Elle est apparue pour la première fois dans The Token and Atlantic Souvenir en 1836. Il a ensuite été inclus dans Twice-Told Tales, un recueil de nouvelles de Hawthorne, en 1837.  Elle raconte l'histoire de la colonie de Merrymount (alias Mount Wollaston), une colonie britannique du XVIIe siècle située aujourd'hui à Quincy, dans le Massachusetts.

## Synopsis de l'intrigue
Les habitants de Merry Mount, que Hawthorne appelle « l'équipage de Comus », célèbrent le mariage d'un jeune homme et d'une jeune fille (Edgar et Edith). Ils dansent autour d'un mât de mai et sont décrits comme ressemblant à des créatures de la forêt. Leurs festivités sont interrompues par l’arrivée de John Endicott et de ses partisans puritains. Endicott coupe le mât de mai et ordonne que les habitants de Merry Mount soient fouettés. Frappé par les jeunes mariés, il les épargne mais leur ordonne de porter des vêtements plus conservateurs. Il ordonne également à Edgar de se couper les cheveux en « coquille de citrouille » afin de refléter la rigueur des puritains.

## Historique de la publication
« Le Mât de Mai Merry Mount » a été publié pour la première fois dans The Token and Atlantic Souvenir en 1836, crédité uniquement comme « par l'auteur de The Gentle Boy ». Le même numéro comprenait « Le voile noir du ministre » et « Le glas du mariage » de Hawthorne. Il a ensuite été inclus dans la compilation Twice-Told Tales.

## Thèmes

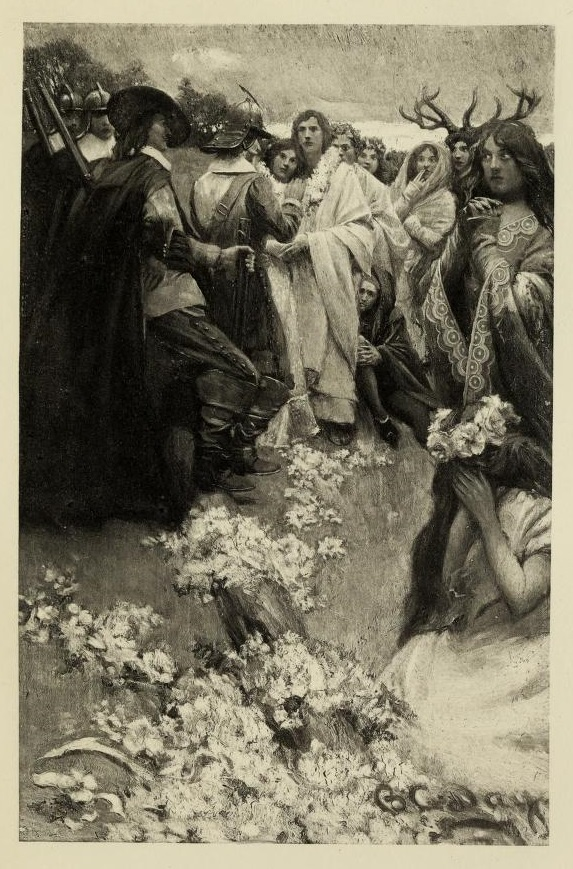
Illustration de Bertha C. May, 1900

Endicott et ses partisans puritains suppriment la liberté et l’individualité, un thème commun à Hawthorne. Au début de l'histoire, la « gaieté » et la « tristesse » sont censées se disputer un empire, les colons de Merry Mount personnifiant la gaieté ou la joie et les puritains étant les emblèmes de la tristesse et du malheur. Hawthorne satirise les deux parties, bien qu'il y ait une préfiguration particulièrement sombre mentionnée au début de l'histoire préfigurant l'arrivée des puritains dans l'histoire, suggérant des conséquences sombres. Le jeune homme et la jeune fille passent du statut de joyeux habitants de Merry Mount à celui, vraisemblablement, de membres de la communauté puritaine. En ce sens, il n’est pas clair si Hawthorne se range réellement du côté des puritains ou des gens de Merry Mount, ou s’il essaie de trouver un terrain d’entente.
Il n’est pas trop difficile de voir les habitants de Merry Mount comme les précurseurs des hippies ( Beats, ou, peut-être, plus précisément, des libres penseurs ) ou les Puritains comme l’archétype de l’establishment. Hawthorne va à l'encontre de la tradition qui consiste à présenter l'Amérique comme une terre promise où les gens viennent réaliser leurs rêves ou les posséder, en dépeignant à la fois les puritains et les habitants de Merry Mount comme une minorité persécutée qui cherche trouve refuge dans la nouvelle terre.
En tant que descendant des premiers arrivants en quête de liberté plus de 200 ans auparavant, Hawthorne devait bien connaître les histoires qui se cachent généralement derrière les récits officiels, comme ceux que l'on trouve chez William Bradford, John Endicott, John Winthrop et d'autres. Sa vision de l'interaction entre la liberté personnelle et la responsabilité familiale ou civique continue de résonner aujourd'hui. Comme Nathaniel le savait alors, ces questions de choix, comme celle de savoir si « l'eau de vie » conduit nécessairement à la débauche ou non, sont des questions perpétuelles réexaminées à chaque génération.

## Adaptations scéniques
Le poète américain Robert Lowell a adapté cette histoire dans l'une des trois pièces de sa trilogie The Old Glory , produite pour la première fois par l' American Place Theatre de New York en 1964. La version de Lowell combine des parties de cette histoire avec une autre nouvelle de Hawthorne, « Endicott et la Croix-Rouge », et avec des sections du livre New Canaan du premier colon américain Thomas Morton.
L'opéra Merry Mount de Howard Hanson est vaguement basé sur l'histoire.

## Biblipgraphie
- Bloom, Harold (2001). Nathaniel Hawthorne. États-Unis : Chelesea House Publishers. p. 37 à 47.  (ISBN 0791059499). Consulté le 2 mai 2017.
- Guide d'étude The May-Pole of Merry Mount sur le programme What So Proudly We Hail. Consulté le 26 mars 2012.
- Brown, Nina E. Une bibliographie de Nathaniel Hawthorne. Boston et New York : Houghton, Mifflin and Company, 1905 : 211.